# Zeppelin (canção)
Zeppelin é uma canção do grupo Trem da Alegria lançada em 1986. Trata-se da quarta música de trabalho do segundo álbum de estúdio, intitulado Trem da Alegria e sucedeu o sucesso "Fera Neném", do mesmo ano.
A música é um dueto entre a integrante Patricia Marx e Serginho Herval do grupo Roupa Nova.
O single é um dos sucessos da segunda formação do grupo que além de Patricia, contava com os integrantes Luciano Nassyn, Juninho Bill e Vanessa.

## Produção e lançamento
O Zeppelin ou Zepelim é um tipo de aeróstato rígido, mais especificamente um dirigível, cujo nome é uma homenagem ao Conde alemão Ferdinand Von Zeppelin, que foi pioneiro no desenvolvimento de dirigíveis rígidos no início do século XX. A primeira passagem de um zepelim no Brasil foi em 1930, o que conduziu o o prefeito de Recife, Francisco da Costa Maia a decretar feriado na cidade.
Em 1986, mais de 50 anos após o episódio, Michael Sullivan e Paulo Massadas criariam a canção que fala de um zepelim que conduz os passageiros a um mundo de sonhos e fantasias. 
A faixa foi o quarto single do álbum Trem da Alegria, de 1986 (disco que vendeu mais de 1,2 milhões de cópias) sendo a sucessora do sucesso "Fera Neném", no qual Juninho Bill dizia querer ser presidente do Brasil.
A divulgação contou com aparições em programas de TV como Cassino do Chacrinha.
Um compacto promocional foi enviado as rádios brasileiras, nele a música aparece nos dois lados do disco e a contracapa contém a letra da canção.

## Versões
O grupo infantil do programa Chiquilladas, do México, gravou uma versão em espanhol, em 1986, chamada "A Volar en Zepelin". Está incluída no álbum Canta Con Sus Amigos, da gravadora RCA Victor.

## Lista de faixas
- Créditos adaptados da contracapa do compacto Zepellin.[11]

Lado A
| N.º | Título     | Compositor(es)                  | Participação | Duração |  |
| 1.  | "Zeppelin" | Michael Sullivan Paulo Massadas | Roupa Nova   | 3:08    |  |

Lado B
| N.º | Título     | Compositor(es)                  | Participação | Duração |  |
| 1.  | "Zeppelin" | Michael Sullivan Paulo Massadas | Roupa Nova   | 3:08    |  |